# West Fargo
West Fargo – miasto w Stanach Zjednoczonych, w stanie Dakota Północna, w hrabstwie Cass.
Wchodzi w skład obszaru metropolitalnego Fargo-Moorhead, który tworzą też Fargo w stanie Dakota Północna oraz Moorhead i Dilworth w stanie Minnesota.